# Distrikt Cochas (Yauyos)

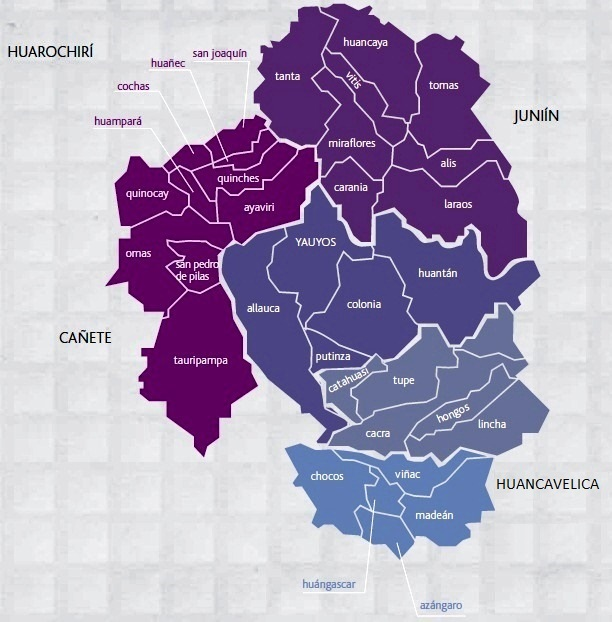
Karte der Provinz Yauyos

Der Distrikt Cochas liegt in der Provinz Yauyos in der Region Lima im zentralen Westen von Peru. Der Distrikt wurde am 22. August 1960 gegründet. Er besitzt eine Fläche von 38,2 km². Beim Zensus 2017 lebten 242 Einwohner im Distrikt. Im Jahr 1993 lag die Einwohnerzahl bei 136, im Jahr 2007 bei 293. Die Distriktverwaltung befindet sich in der 2831 m hoch gelegenen Ortschaft Cochas mit 229 Einwohnern (Stand 2017). Cochas ist neben zwei Weilern der einzige Ort im Distrikt. Er befindet sich knapp 32 km nordwestlich der Provinzhauptstadt Yauyos.

## Geographische Lage
Der Distrikt Cochas befindet sich in der peruanischen Westkordillere im Nordwesten der Provinz Yauyos. Die Längsausdehnung in Ost-West-Richtung beträgt etwa 10,4 km, die maximale Breite liegt bei knapp 5 km. Im Norden bildet einen Höhenkamm die Distriktgrenze. Im Süden wird der Distrikt durch die Flussläufe von Río San Joaquín und Río Quinches begrenzt. Im Westen reicht der Distrikt bis zur Mündung des Río Quinches in den Río Mala. Eine Verbindungsstraße zu den tiefer im Gebirge gelegenen Distrikten führt durch Cochas.
Der Distrikt Cochas grenzt im äußersten Westen an den Distrikt Quinocay, im Norden an den Distrikt San Lorenzo de Quinti (Provinz Huarochirí), im Osten an den Distrikt San Joaquín sowie im Süden an die Distrikte Quinches und Huampara.